# (15240) 1989 GF3
A (15240) 1989 GF3 a Naprendszer kisbolygóövében található aszteroida. Eric Walter Elst fedezte fel 1989. április 3-án.